# Station Lubanie
Station Lubanie is een spoorwegstation in de Poolse plaats Lubanie.